# 小行星2861
小行星2861（2861 Lambrecht）是一颗围绕太阳公转的小行星。1981年11月3日，佛蒙特·伯根、卡斯滕·基爾施（Karsten Kirsch）在陶腾堡发现了此天体。
該小行星以德國天文學家赫爾曼·蘭布瑞特（Hermann Lambrecht）命名。
这颗小行星的绝对星等为225.78124等。